# Indywidualne Mistrzostwa Danii na Żużlu 2020
Indywidualne Mistrzostwa Danii na Żużlu 2020 – cykl turniejów żużlowych, mających na celu wyłonienie najlepszych żużlowców w Danii w sezonie 2020. Tytuł zdobył, po raz pierwszy w karierze, Anders Thomsen.

## Finał
- Vojens – 30 września 2020

| Msc. | Zawodnik               | Klub | Pkt |               |  |
| ---- | ---------------------- | ---- | --- | ------------- |  |
| 1    | Anders Thomsen         |      | 16  | (2,3,3,2,3,3) |  |
| 2    | Nicolai Klindt         |      | 14  | (3,2,3,3,1,2) |  |
| 3    | Marcus Birkemose       |      | 14  | (3,3,1,3,3,1) |  |
| 4    | Leon Madsen            |      | 12  | (3,2,1,3,3,t) |  |
| 5    | Niels Kristian Iversen |      | 11  | (3,2,2,2,2)   |  |
| 6    | Kenneth Bjerre         |      | 10  | (2,3,0,3,2)   |  |
| 7    | Jonas Jeppesen         |      | 9   | (1,2,2,1,3)   |  |
| 8    | Rene Bach              |      | 8   | (2,1,1,2,2)   |  |
| 9    | Rasmus Jensen          |      | 7   | (1,3,2,0,1)   |  |
| 10   | Andreas Lyager         |      | 6   | (w,0,3,1,2)   |  |
| 11   | Peter Kildemand        |      | 5   | (2,0,3,w,–)   |  |
| 12   | Mads Hansen            |      | 4   | (0,0,2,1,1)   |  |
| 13   | Frederik Jakobsen      |      | 3   | (0,1,0,1,1)   |  |
| 14   | Mikkel Bech            |      | 2   | (0,–,0,2,0)   |  |
| 15   | Kenneth Hansen         |      | 2   | (1,1,0,0,0)   |  |
| 16   | rez. Lasse Bjerre      |      | 1   | (1,0)         |  |
| 17   | Nicki Pedersen         |      | 1   | (1,w,–,–,–)   |  |
| 18   | rez. Matias Nielsen    |      | 0   | (0,0)         |  |

## Bieg po biegu
1. (57,40) Madsen, Kildemand, Pedersen, Jakobsen
2. (57,40) Klindt, Bach, Jeppesen, Hansen
3. (58,10) Birkemose, Thomsen, Hansen, Bech
4. (58,00) Iversen, Bjerre, Jensen, Lyager (w)
5. (58,40) Birkemose, Madsen, Bach, Lyager
6. (58,50) Jensen, Jeppesen, Hansen, Kildemand
7. (58,50) Thomsen, Iversen, Jakobsen, Hansen
8. (58,80) Bjerre, Klindt, Bech, Pedersen (w)
9. (59,00) Thomsen, Jeppesen, Madsen, Bjerre
10. (60,20) Kildemand, Iversen, Bach, Bech
11. (59,10) Klindt, Jensen, Birkemose, Jakobsen
12. (59,70) Lyager, Hansen, Bjerre, Hansen
13. (59,50) Madsen, Bech, Hansen, Jensen
14. (59,70) Klindt, Thomsen, Lyager, Kildemand (w)
15. (60,50) Bjerre, Bach, Jakobsen, Hansen
16. (60,40) Birkemose, Iversen, Jeppesen, Nielsen
17. (59,20) Madsen, Iversen, Klindt, Hansen
18. (60,00) Birkemose, Bjerre, Hansen, Bjerre
19. (59,80) Jeppesen, Lyager, Jakobsen, Bech
20. (59,90) Thomsen, Bach, Jensen, Nielsen
21. Finał: Thomsen, Klindt, Birkemose, Madsen (t)